# Samsung Town
Ne doit pas être confondu avec Samsung Digital City.
La Samsung Town ou Samsung Seocho Town, littéralement « Ville Samsung », est un complexe de trois gratte-ciel qui constituent le siège social des principales entreprises du Groupe Samsung, c'est-à-dire de Samsung Electronics, Samsung Life et Samsung C&T.
Situé à Seocho-gu, au sud de Séoul, le complexe est composé de plusieurs tours d'une quarantaine d'étages, dont la plus haute, la Samsung Electronics Corporation HQ, mesure 203 mètres de haut. Il occupe 230 000 m2 de surface, pour 400 000 m2 de bureaux, et comprend également un parc, des avenues piétonnes, une garderie pour les enfants des employés et une place publique pour la projection de films ou de concerts.
Les architectes sont les entreprises Kohn Pedersen Fox et Samoo Architects & Engineers, rachetée en 2010 par Samsung C&T. Le design des tours s'inspire de celui du Rockfeller Center, cubique, mais avec des « blocs de verre » qui se détachant du reste de la structure, donnant ainsi l'impression qu'ils flottent sur le bâtiment.
Les travaux débutent en 2005 et s'achèvent en 2008. Ils sont confiés à Samsung C&T, l'entreprise de construction du Groupe Samsung.